# Jüdische Gemeinde Rexingen
Eine Jüdische Gemeinde in Rexingen, einem Stadtteil von Horb am Neckar im Landkreis Freudenstadt im nördlichen Baden-Württemberg, bestand seit dem 17. Jahrhundert. Die jüdische Gemeinde existierte bis 1942.

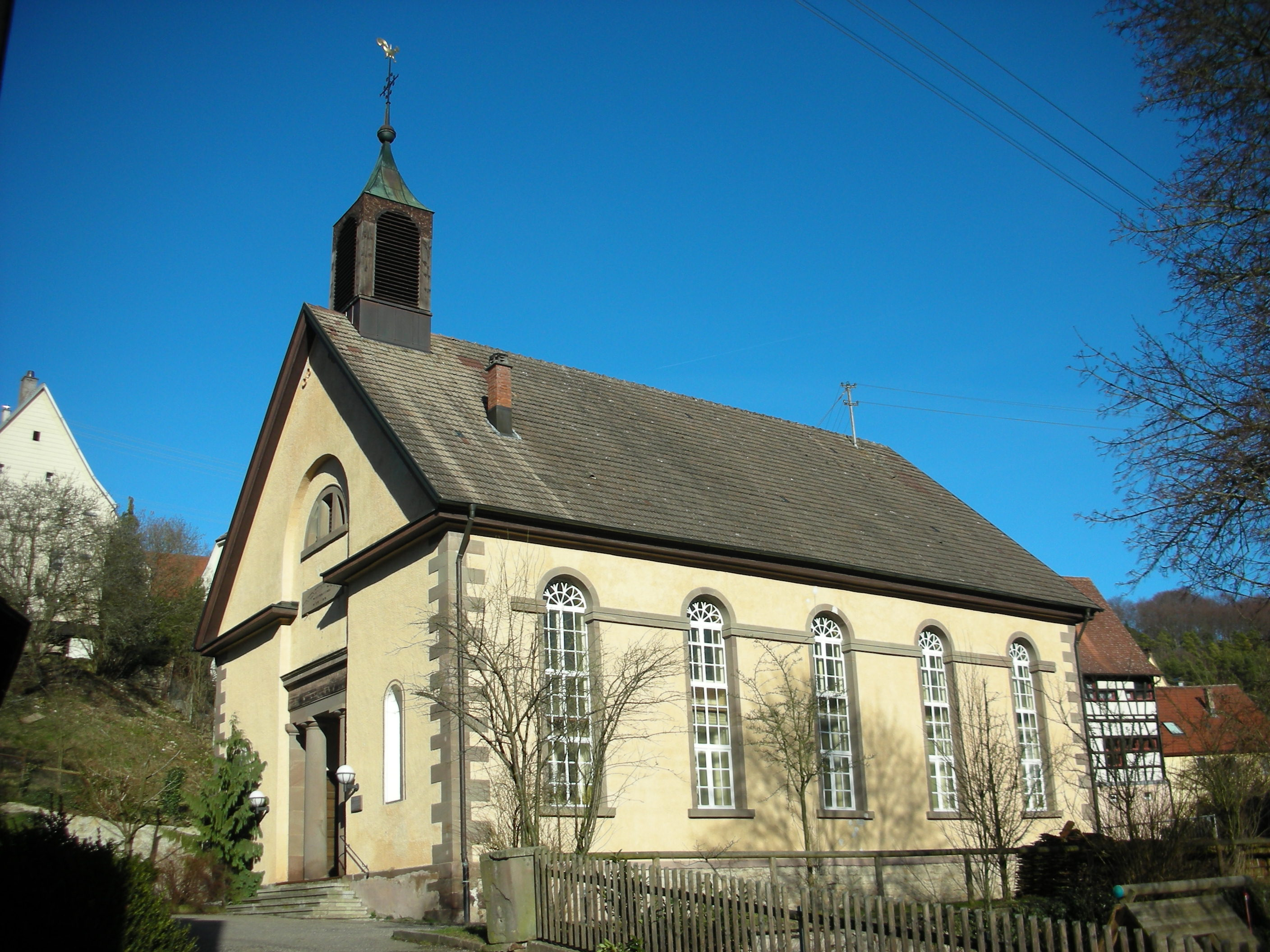
Die ehemalige Synagoge, heute evangelische Kirche

## Geschichte
Bis 1803 gehörte Rexingen dem Johanniterorden, der gegen jährliche Zahlungen Juden im Ort als Schutzjuden aufnahm. Seit dem Dreißigjährigen Krieg haben sich jüdische Familien niederlassen können.
Die jüdische Gemeinde gehörte bis 1911 zum Bezirksrabbinat Mühringen, das 1914 nach Horb verlegt wurde. Die Gemeinde hatte eine Synagoge, ein rituelles Bad (Mikwe) und einen Friedhof. Der jüdische Friedhof Rexingen wurde in der zweiten Hälfte des 18. Jahrhunderts angelegt und zählt heute fast tausend Grabsteine.
Die Namen der 15 jüdischen Gefallenen des Ersten Weltkriegs finden sich auf einem Kriegerdenkmal im Ratssaal des Rathauses. Unter den Gefallenen befindet sich auch Josef Zürndorfer, Jagdflieger im Ersten Weltkrieg. Die aus der Synagoge erhaltenen Gedenktafeln werden im Erdgeschoss des ehemaligen Synagogengebäudes, der heutigen evangelischen Kirche, aufbewahrt.

## Gemeindeentwicklung
| Jahr | Gemeindemitglieder |
| ---- | ------------------ |
| 1846 | 427 Personen       |
| 1885 | 425 Personen       |
| 1933 | 217 Personen       |

## Nationalsozialistische Verfolgung
Die meisten jüdischen Familien lebten vom Viehhandel oder waren als Metzger, Wirte und Inhaber von Gemischtwarengeschäften tätig. (…) Auf Grund der Judenverfolgungen und -ermordungen in der NS-Zeit kamen von den 1933 noch in Rexingen wohnhaften 217 jüdischen Einwohnern mindestens 70 ums Leben. Die Gemeinde erfuhr durch die Auswanderung eines Teils ihrer Mitglieder 1938 eine Neugründung in der israelischen Siedlung Shavei Zion nördlich von Akko. (aus: Alemannia Judaica)
Das Gedenkbuch des Bundesarchivs verzeichnet 100 (!) in Rexingen geborene jüdische Bürger, die dem Völkermord des nationalsozialistischen Regimes zum Opfer fielen.